# Monterrey (San Carlos)
Monterrey es el nombre del décimo segundo distrito del cantón de San Carlos, que a su vez pertenece a la provincia de Alajuela en Costa Rica.

## Historia
Monterrey fue creado el 16 de abril de 1979 por medio de Decreto Ejecutivo 10003-G. Segregado de  Venado.

## Ubicación
Está ubicado en la región septentrional del país y limita con Pocosol al norte, La Fortuna y Tilarán al sur, La Fortuna y Cutris al este y Venado al oeste.
Su cabecera, el pueblo de Santo Domingo, está ubicada a 50.6 km (1 hora 2 minutos) al NO de Ciudad Quesada y 142 km (2 horas 47 minutos) al NO de San José la capital de la nación.

## Geografía
Monterrey cuenta con un área de 220,59 km² y una altitud media de 280 m s. n. m. Es el quinto distrito del cantón por superficie. 
Se encuentra situado a una elevación de entre 100 a 600 metros sobre el nivel del mar.

## Demografía
Para el año 2022, Monterrey cuenta con una población estimada de 3860 habitantes, y para el último censo efectuado, en 2011, Monterrey contaba con una población de 3455 habitantes.

## Localidades
Monterrey tiene diecisiete centros de población:
- Santo Domingo
- Mirador
- Santa Martha
- Montelimar
- San Andrés
- San Cristóbal
- La Unión
- San Antonio
- Pataste
- Sabalito
- San Miguel
- San Juan
- Las Delicias
- Chambacú
- La Orquídea
- Alto de Monterrey

## Economía
El distrito se caracteriza por tener un clima fresco, montañas y pastizales siempre verdes que junto con la riqueza y  abundancia de agua, permite el desarrollo de la ganadería de carne y leche, así como la siembra de raíces y tubérculos. 

## Transporte

### Carreteras
Al distrito lo atraviesan las siguientes rutas nacionales de carretera:
- Ruta nacional 4
- Ruta nacional 752